# Untrue (álbum)
Untrue é o segundo álbum do músico de dubstep inglês Burial. Lançado em 2007 e aclamado pela crítica mundial, o álbum é geralmente citado como o marco definitivo do gênero Dubstep no mundo. 

## Faixas
1. "(Untitled)" - 0:46
  - Contém sample do filme Inland Empire de David Lynch
2. "Archangel" - 3:58
  - Contém sample da música  "One Wish"  de Ray J.
  - Contém sample da introdução do jogo Metal Gear Solid 2.
3. "Near Dark" - 3:54
4. "Ghost Hardware" - 4:53
  - Contém sample da música "Beautiful" de Christina Aguilera.
  - Contém sample da música do jogo Metal Gear Solid.
  - Contém sample da trilha do filme Girl with a Pearl Earring.
  - Contém sample da voz de Andy C do documentário Metalheadz: Talkin' Headz.
5. "Endorphin" - 2:57
  - Contém sample da trilha do jogo "Silent Hill 3" de Akira Yamaoka e Mary Elizabeth McGlynn.
6. "Etched Headplate" - 5:59
  - Contém sample da música  "Angel" de Amanda Perez.
  - Contém sample da música "Ready For Love" de India Arie.
  - Contém sample da voz de  Claire Perkins do DVD de entrevistas do elenco do filme Bullet Boy
7. "In McDonalds" - 2:07
  - Contém sample da música  "I Refuse" de Aaliyah.
  - Contém sample da trilha do filme  Bullet Boy.
8. "Untrue" - 6:16
  - Contém sample da música "Resentment" de Beyoncé
  - Contém sample da música  "Whisper" de Ernie Halter.
9. "Shell of Light" - 4:40
  - Contém sample da música  "Whisper" de Ernie Halter.
10. "Dog Shelter" - 2:59
11. "Homeless" - 5:20
  - Contém sample da música "Who's Lovin' You", de Smokey Robinson (a partir do cover "Hold On" da banda En Vogue)
12. "UK" - 1:40
13. "Raver" - 4:59